# Flens-Arena
Flens-Arena (indtil november 2012 Campushalle) har siden siden 2001 været hjemmebane for den tyske håndboldklub SG Flensburg-Handewitt. Hallen har en kapacitet på 6.500 pladser, og har den tyske håndboldligas største ståplads-tribune (med 1.500 pladser). Hallen er beliggende cirka 1 km syd for byens centrum på universitetscampus i bydelen Sandbjerg.
Pladsen foran hallen blev i forbindelse med en afskedsreception 15. august 2010 navngivet "Lars Christiansen Platz" efter den danske håndboldspiller Lars Christiansen, der spillede i klubben gennem 14 år.
Indtil den nye Campushalle blev indviet i december 2001, var Fördehalle (Fjordhallen) på Friserbjerget klubbens hjemmebane. Fördehalle havde plads til 3.500 tilskuere.
Hallen benyttes også af idrætsstuderende. I hallen findes blandt andet et motionscenter, hvor studerende kan dyrke fitness. Ud over håndboldkampe og universitetsport anvendes Flens-Arenaen også til større koncerter og kulturelle arrangementer. Hvert år er mere end 300.000 tilskuere med til de forskellige arrangementer.